# Mel Gonçalves
Mel Gonçalves de Oliveira, mais conhecida como Candy Mel ou Mel (estilizado MEL; Goiânia, 14 de dezembro de 1991), é uma cantora e apresentadora brasileira. Iniciou sua carreira conhecida como Candy Mel, quando era vocalista da Banda Uó ao lado de seus amigos Mateus Carrilho e Davi Sabbag.

## Biografia

### Início de vida
Mel foi criada pela tia e pela avó. Enfrentou muitos preconceitos na sua infância e adolescência e aos 16 anos assumiu sua identidade de gênero como uma mulher trans.

### Carreira

#### 2010-18: Banda Uó
O trio de Goiânia Mel, Mateus e Davi se mudou para São Paulo em 2011 devido aos trabalhos da banda. A Banda Uó logo alcançou reconhecimento nacional ao misturar música pop outros com gêneros musicais, como o tecnobrega.
Em 2016, Mel foi a primeira mulher trans a estrelar uma campanha para a marca de cosméticos Avon. Na campanha #EuUsoAssim, Mel fala sobre beleza e câncer de mama enquanto faz um tutorial de maquiagem com produtos em tons de rosa e roxo.

#### 2016: Estação Plural
Em 2016, Mel passou a fazer parte do elenco de apresentadores do programa de debates Estação Plural ao lado da cantora e compositora Ellen Oléria e do jornalista Fernando Oliveira (Fefito). O programa da TV Brasil falava de diversidade, direitos humanos e cidadania. Todos os apresentadores são do universo LGBT e toda semana eles recebiam um convidado para debater suas pautas.

#### 2018-presente: Pós-Banda Uó
Atualmente Mel busca consolidar sua carreira solo como cantora e tem colaborado com o bloco de carnaval Domingo Ela Não Vai cantando músicas de axé.
Mel estreou sua carreira no cinema no longa Vento Seco, de Daniel Nolasco, que foi selecionado para o Berlinale, o Festival de Internacional de Cinema em Berlim, de 2020. O filme tem temática LGBTQIA+ e ainda conta com Leandro Faria Lelo, Rafael Theophilo, Renata Carvalho, Del Neto, Macelo D'Avilla, Leo Moreira Sá e Conrado Helt. Ainda não há previsão de quando o longa chega aos cinemas brasileiros.

## Vida pessoal
Em 2022, Mel tuitou sobre ser demissexual.